# 자의적 주석
자의적 주석(Eisegesis, 자의적 해석, 자기주석)이란 자기의 전제나 사상,  선입견을 본문안으로 끌고 들어가서 해석하는 것을 말한다.  석의 혹은 주석은 본문의 참된 의미를 이끌어낸다는 의미이다. 주석의 경우는 텍스트가 말하도록 따르지만 자의적 주석(Eisegesis)이란 자신의 견해를 강압적으로 본문에다 일방적으로 투영하고 반영토록하여 자신의 전제된 개념을 정당화시키는 행위이다.

## 같이 보기
- 체리 피킹
- 문맥을 무시한 인용